# Yamaha FZ8
Yamaha FZ8 – japoński motocykl typu naked bike produkowany przez firmę Yamaha od 2010 roku.

## Dane techniczne/Osiągi
Silnik: R4

Pojemność silnika: 779 cm³

Moc maksymalna: 106 KM/10000 obr./min

Maksymalny moment obrotowy: 82 Nm/8000 obr./min

Prędkość maksymalna: 218 km/h 

Przyspieszenie 0-100 km/h: 3,8 s